# Río Bellavista
El río Bellavista (en Argentina) o Río Rasmussen (en Chile), es un curso natural de agua que drena las laderas norte del cordón que separa su cuenca de la del lago Deseado y desemboca en el río Grande.
(No confundir con el estero Bellavista, un afluente del río Side, también en la isla de Tierra del Fuego.)

## Trayecto
En su trayecto recibe numerosos afluentes de poco caudal, "chorrillos" en la lengua local. De alguna importancia son el Marcou y el de los Perros, pero el mayor es el río Año Nuevo, que le entrega sus aguas unos 8 kilómetros antes de la confluncia con el río Grande.: 5 

## Caudal y régimen
Su caudal no supera los 3 a 5 m³/s.: 5  El río lleva un caudal de 1,21 m³/s como mediana (estadística) y de 0,46 m³/s con un probabilidad de excedencia del 85%.: 153 

## Población, economía y ecología
El río Bellavista riega la Estancia Vicuña: 619  y desde él se inicia la ruta Y-85 que llega a Yendegaia.